# Ganesha (budism)

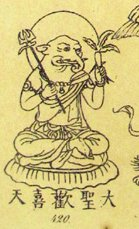
Ganesha într-un text japonez.

În budism, Ganesha este o zeitate cu cap de elefant, venerată în budismul Vajrayana, dar și în sectele ezoterice japoneze. La fel ca și în hinduism, Ganesha este un zeu al norocului și este venerat mai ales de oamenii de afaceri.
Ganesha este o zeitate foarte puternică, și este considerat protector al templelor ce îi sunt închinate. În multe picturi tantrice, Ganesha apare îmbrățișându-se cu consoarta sa, tot cu cap de elefant.